# Категория произведения
Категория произведения — категория, получаемая из исходных категорий посредством их произведения — операции, обобщающей понятие декартова произведения множеств.

## Определение
Категория произведения C × D определяется следующим образом:
- объекты:
пары объектов (A, B), где A — объект C и B — объект D;
- морфизмы из (A1, B1) в (A2, B2):
пары морфизмов  (f, g), где  f : A1 → A2 — морфизм в C и g : B1 → B2 — в D;
- правила композиций морфизмов:
(f2, g2) o (f1, g1) = (f2 o f1, g2 o g1);
- тождественные морфизмы:
1(A, B) = (1A, 1B).

Так же как и для множеств, определение тривиальным образом обобщается на произведение n категорий. Операция произведения коммутативна и ассоциативна, с точностью до изоморфизма.

## Связь с другими категорными концепциями
Функтор, область определения которого — категория произведения, называется бифунктором. Один из наиболее важных функторов такого типа — функтор Hom.